# 福井県立福井商業高等学校
福井県立福井商業高等学校（ふくいけんりつ ふくいしょうぎょうこうとうがっこう、英: Fukui Prefectural Fukui Commercial High School）は、福井県福井市乾徳にある公立の商業高等学校。硬式野球部は甲子園の常連。サッカー部も全国大会出場歴あり。通称は「福商（ふくしょう）」。

## 設置学科
- 商業科（1年次から下記の2コースに分かれる）
  - Aコース（事務類型）
  - Bコース（進学類型）
- 国際経済科
- 会計科
- 情報処理科
- 流通経済科

## 沿革
- 1908年（明治41年）4月23日 - 福井市立商業学校として福井市宝永上町の神明神社西隣（現・宝永4丁目）にて創立（予科2年、本科3年）。
- 1930年（昭和5年）7月25日 - 福井市湊新町（現・乾徳4丁目、現在の所在地）に新築移転。
- 1948年（昭和23年）
  - 4月1日 - 学制改革により福井市立福井商業学校と福井市立高等女学校が合併して、福井市立福井高等学校に改称。
  - 4月26日 - プロ野球の公式戦、大陽－急映（4回戦）が福井市立福井高等学校グラウンドで開催される[2]。福井県では初のプロ野球公式戦であった[3]。
  - 6月28日 - 震災により体育館のみを残して倒壊・焼失。
- 1949年（昭和24年）
  - 3月31日 - 新校舎2棟復旧完成。
  - 4月1日 - 福井県乾徳高等学校に改称（普通科・商業科・家庭科の総合制）、学区制実施。
- 1950年（昭和25年）4月1日 - 県営移管し、校名を福井県立乾徳高等学校と改称。
- 1958年（昭和33年）4月1日 - 福井県立福井商業高等学校と校名改称し、単独商業高校となる。
- 1961年（昭和36年）3月8日 - 校歌制定。
- 1964年（昭和39年）11月11日 - 校旗制定。
- 1965年（昭和40年）4月1日 - 定時制が独立して嶺北高等学校になる。
- 1973年（昭和48年）4月1日 - 商業・営業・経理・情報処理の4科設置。
- 1991年（平成3年）4月1日 - 国際経済科設置、新制服採用。
- 1994年（平成6年）4月1日 - 営業科を流通経済科、経理科を会計科に学科改編。
- 2005年（平成17年）4月1日 - 新制服採用。
- 2007年（平成19年）10月15日 - セミナーハウス「福商会館」完成。

## 著名な出身者
- 本田弘慈（大衆伝道者、牧師、神学博士）
- 伊藤俊也（映画監督）
- 松下秀雄（オーディオテクニカ創業者・元代表取締役社長）
- 吉野浩行（元本田技研工業代表取締役社長）
- 坪内知佳（コンサルタント、起業家）
- 矢尾次郎（経済学者、神戸大学名誉教授、元日本学術会議会員）
- 谷戸礼子（福井放送アナウンサー）
- 佐々木愛（元福井放送アナウンサー）
- 室谷真由美（モデル、タレント、女優）
- 畠奈津子（漫画家）
- 川畑宏美（アテネ五輪 バスケットボール日本代表）
- 村上めぐみ（ビーチバレー選手）
- 横山竜士（元広島東洋カープ）
- 山岸穣（元東京ヤクルトスワローズ）
- 天谷宗一郎（元広島東洋カープ）
- 斉藤新緑（政治家）
- 齊藤悠葵（元広島東洋カープ）
- 林啓介（元阪神タイガース）
- 中村悠平（東京ヤクルトスワローズ）
- 中村辰哉（元福井ミラクルエレファンツ）
- 長谷川凌汰（北海道日本ハムファイターズ）
- 中山卓也（俳優）
- 清水康彦（映画監督）
- 村上光鵄（東京高裁部総括判事）
- 高山正行（日本芸能界初のプロ和太鼓奏者・福井新聞ふるさと文化大賞受賞）
- 白井淳夫（日本有数のジャズ・サクソフォーン奏者 ・福井新聞文化賞受賞）
- 伊原克彦（競輪選手）
- 山田唯菜（声優）
- ロッキー田中（写真家）
- 森川正明（横浜ビー・コルセアーズ）

## 部活動

### 主な活動成績

#### 硬式野球部
福井商の硬式野球部はそのユニフォームのマークから「炎のジャージー」と称され、1968年（昭和43年）に北野尚文監督が就任して以降福井県の高校野球界を牽引してきた。夏の福井大会では1984年（昭和59年）から2003年（平成15年）まで20年連続決勝戦進出しており、全国大会でも存在感を示してきた。
1978年春（第50回）では4番に江守清隆（元江守商事代表取締役）を擁し福井県勢として春夏を通じて初めて決勝に進出した。決勝では浜松商に敗れたが、福井県勢唯一の準優勝校となった。1996年夏（第78回）では、前年（1995年〈第77回〉）の敦賀気比に続き福井県勢として2年連続のベスト4進出を果たしたが、準決勝では優勝した松山商に敗れ、福井県勢初の選手権決勝進出はならなかった。この他、2002年春（第74回）でも準決勝まで勝ち進んでいる。夏の選手権では唯一、昭和最後の大会（1988年〈第70回〉）と翌年の平成最初の大会（1989年〈第71回〉）と20世紀最後の大会（2000年〈第82回〉）と翌年の21世紀最初の大会（2001年〈第83回〉）に出場している。

#### チアリーダー部
2006年（平成18年）に創部されたチアリーダー部も著名で、2009年（平成21年）には創部わずか3年で全米チアダンス選手権大会優勝を達成すると、2012年（平成24年）から同大会を5連覇するなど計6回の優勝歴を誇る。その活躍は『チア☆ダン〜女子高生がチアダンで全米制覇しちゃったホントの話〜』として映画化され、2017年（平成29年）3月11日に公開された。

### 部活動種目
- 運動部 - 野球、バスケットボール（男・女）、サッカー、陸上、弓道、剣道、卓球（男・女）、ソフトボール（女）、バレーボール（女）、ハンドボール（男・女）、テニス（男・女）、ソフトテニス（女）、バドミントン（男・女）
- 文化部 - 美術、書道、演劇、放送、筝曲、読書、ESS、JRC、FIC（Fukusho Information Club）、FFD（Fashion Food Design）、茶華道、吹奏楽、チアリーダー、珠算、簿記会計、ワープロ、コンピュータ

## 校歌
作詞：土岐善麿、作曲：中田喜直

## アクセス
- えちぜん鉄道三国芦原線 福大前西福井駅 徒歩6分。
- 京福バス
  - 10・14・15・19系統（越前海岸ブルーライン線）、11系統（大安寺線）、16系統（川西・三国線）「湊新町」下車、約300 m。
  - 12系統（学園線）、13系統（桜ヶ丘団地線）「東明里町」下車、約600 m。
  - 20・21系統（幾久・新田塚線） 「乾徳1丁目」下車、約700 m。